# Leandro Ramos
Leandro Ramos (ur. 21 września 2000) – portugalski lekkoatleta specjalizujący się w rzucie oszczepem, olimpijczyk (2024).
Bez większych sukcesów startował w mistrzostwach Europy U20 oraz świata U20. W 2021 w Tallinnie zdobył srebrny medal mistrzostw Europy U23.
Medalista mistrzostw Portugalii, reprezentant kraju w pucharze Europy w rzutach i w meczach międzypaństwowych.
Rekord życiowy: 84,78 (13 maja 2022, Doha) rekord Portugalii.

## Osiągnięcia
| Rok  | Impreza                                 | Miejsce   | Pozycja            | Wynik |
| ---- | --------------------------------------- | --------- | ------------------ | ----- |
| 2018 | Puchar Europy w rzutach                 | Leiria    | 10. miejsce (U-23) | 68,80 |
| 2018 | Mistrzostwa świata juniorów             | Tampere   | el. – 9. miejsce   | 70,64 |
| 2019 | Puchar Europy w rzutach                 | Šamorín   | 8. miejsce (U-23)  | 72,63 |
| 2019 | Mistrzostwa Europy juniorów             | Borås     | 9. miejsce         | 70,64 |
| 2019 | I liga drużynowych mistrzostw Europy    | Sandnes   | 8. miejsce         | 69,36 |
| 2021 | Puchar Europy w rzutach                 | Split     | 5. miejsce (U-23)  | 75,10 |
| 2021 | Superliga drużynowych mistrzostw Europy | Chorzów   | 5. miejsce         | 76,18 |
| 2021 | Młodzieżowe mistrzostwa Europy          | Tallinn   | 2. miejsce         | 80,61 |
| 2022 | Puchar Europy w rzutach                 | Leiria    | 2. miejsce (U-23)  | 76,48 |
| 2022 | Mistrzostwa ibero-amerykańskie          | La Nucia  | 1. miejsce         | 81,37 |
| 2022 | Igrzyska śródziemnomorskie              | Oran      | 1. miejsce         | 82,23 |
| 2022 | Mistrzostwa świata                      | Eugene    | el. – 22. miejsce  | 77,34 |
| 2022 | Mistrzostwa Europy                      | Monachium | el. – 20. miejsce  | 72,90 |
| 2023 | Puchar Europy w rzutach                 | Leiria    | 1. miejsce         | 78,57 |
| 2023 | I dywizja drużynowych mistrzostw Europy | Chorzów   | 3. miejsce         | 81,62 |
| 2023 | Mistrzostwa świata                      | Budapeszt | el. – 31. miejsce  | 74,03 |
| 2024 | Puchar Europy w rzutach                 | Leiria    | 7. miejsce         | 78,23 |
| 2024 | Mistrzostwa ibero-amerykańskie          | Cuiabá    | 2. miejsce         | 83,09 |
| 2024 | Mistrzostwa Europy                      | Rzym      | el. – 15. miejsce  | 79,17 |
| 2024 | Igrzyska olimpijskie                    | Paryż     | el. – 28. miejsce  | 75,73 |
| 2025 | Puchar Europy w rzutach                 | Nikozja   | 10. miejsce        | 77,18 |